# De Havilland Canada
De Havilland Canada Ltd. (ook wel DHC) is een vliegtuigfabrikant met vestigingen in het Downsview-gebied van Toronto, Ontario, Canada. De oorspronkelijke thuisbasis van de Havilland Canada was de thuisbasis van het Canadian Air and Space Museum in wat nu Downsview Park is.

## Oprichting
De vliegtuigfabrikant werd op 5 maart 1928 opgericht door de Britse Havilland Aircraft Company om Moth-vliegtuigen te bouwen voor de opleiding van Canadese piloten. In de naoorlogse jaren kwamen de DHC-2 Beaver en de DHC-3 Otter vliegtuigen op de markt. Deze toestellen konden starten en landen van korte banen en waren ideaal voor het transport in het noorden van Canada. De DHC-4 Caribou, een tweemotorig vliegtuig, dat voornamelijk werd gebruikt voor militair transport en commerciële vracht volgde in 1958. Zijn opvolger was de grotere turboprop DHC-5 Buffalo.
In 1965 werd de DHC-6 Twin Otter geïntroduceerd, dit was een grotere versie van de DHC-3 Otter. Er werd verder gewerkt aan de DHC-7, deze had plaats voor 50 passagiers. De ontwikkelingskosten waren hoog en de vraag viel tegen waardoor het bedrijf in financiële problemen geraakte. In 1974, het jaar waarin de DHC-7 voor het eerst vloog, kocht de Canadese regering De Havilland Canada van de Britse eigenaar Hawker Siddeley Aviation.

## Bombardier
In 1986 verkocht de Canadese regering DHC aan Boeing in Seattle voor CA$ 155 miljoen. Voor Boeing was de overname geen succes, tot het moment van verkoop in 1992 leed de Canadese tak zo'n US$ 1 miljard aan verliezen. DHC werd uiteindelijk in 1992 overgenomen door het in Montreal gevestigde Bombardier. Bombardier betaalde aanvankelijk US$ 51 miljoen voor een meerderheidsbelang van 51% en de rest kwam in handen van de provincie Ontario. Bombardier kreeg de optie om deze laatste aandelen te kopen na vier jaar. De belangrijkste fabriek van De Havilland in Downsview telde in 1992 zo'n 3760 werknemers, een forse daling ten opzichte van 6200 in 1989.
In mei 2018 bereikte Bombardier overeenstemming om de fabriek in Downsview te verkopen. De activiteiten worden verplaatst naar een nieuwe assemblagefabriek bij Toronto Pearson International Airport. De fabriek en het land werden verkocht voor 635 miljoen dollar en op 11 juni 2021 ging de locatie daadwerkelijk dicht.

## De Havilland Aircraft of Canada Limited
In 2006 kocht Viking Air uit Victoria, Brits-Columbia, van Bombardier de typecertificaten voor alle originele De Havilland-ontwerpen die niet meer in productie waren (DHC-1 tot DHC-7).
In november 2018 kondigde de houdstermaatschappij van Viking Air, Longview Aviation Capital, de overname aan van het Dash 8 Q400-programma, samen met de rechten op de naam en het handelsmerk van de Havilland. De deal, die op 3 juni 2019 werd gesloten na goedkeuring door de regelgevende instanties, bracht de volledige productlijn van de Havilland voor het eerst in decennia onder dezelfde vlag, onder een nieuwe holding genaamd De Havilland Aircraft of Canada Limited.
De eerste order die publiekelijk bekend werd gemaakt na de naamsverandering was voor zes Dash 8-400 toestellen. Deze order kwam van TAAG Angola Airlines E.P., de nationale luchtvaartmaatschappij van Angola.

## Vliegtuigtypen
- DHC-1 Chipmunk
- DHC-2 Beaver
- DHC-3 Otter
- DHC-4 Caribou
- DHC-5 Buffalo
- DHC-6 Twin Otter
- DHC-7 Dash 7
- DHC-8 Dash 8